# Japan Diamond Softball League
De Japan Diamond Softball League (vaak afgekort tot JD.League) is de hoogste softbalcompetitie voor vrouwen in Japan. De competitie bestaat uit 16 teams verdeeld in de East Division en de West Division, met elk 8 teams.

## Geschiedenis
De eerste nationale softbalcompetitie voor vrouwen werd in 1968 opgericht als de Japan Softball League.
De JD.League werd opgericht in 2022 en de top 16 teams uit de Japan Softball League voegden zich bij de nieuwe competitie. Ondertussen bestaat de voormalige Japan Softball League nog steeds als een de facto lagere divisie.

## Teams
De JD.League bestaat uit 16 teams verdeeld over twee divisies met elk 8 teams.
| Division | Team                           | Stad                | Opgericht | Aangemeld | Ref.   |
| -------- | ------------------------------ | ------------------- | --------- | --------- | ------ |
| East     | Honda Reverta                  | Mooka, Tochigi      | 2001      | 2022      | [ 4 ]  |
| East     | Bic Camera Takasaki Bee Queen  | Takasaki, Gunma     | 2015      | 2022      | [ 5 ]  |
| East     | Taiyo Yuden Solfille           | Takasaki, Gunma     | 1984      | 2022      | [ 6 ]  |
| East     | Toda Medics                    | Toda, Saitama       | 1976      | 2022      | [ 7 ]  |
| East     | Hitachi Sundiva                | Yokohama, Kanagawa  | 1985      | 2022      | [ 8 ]  |
| East     | Ogaki Minamo                   | Ogaki, Gifu         | 2010      | 2022      | [ 9 ]  |
| East     | NEC Platforms Red Falcons      | Kakegawa, Shizuoka  | 1983      | 2022      | [ 10 ] |
| East     | Denso Bright Pegasus           | Anjo, Aichi         | 1960      | 2022      | [ 11 ] |
| West     | Toyota Red Terriers            | Toyota, Aichi       | 1948      | 2022      | [ 12 ] |
| West     | Toyota Industries Shining Vega | Kariya, Aichi       | 1952      | 2022      | [ 13 ] |
| West     | Tokai Rika Cherry Blossoms     | Oguchi, Aichi       | 1979      | 2022      | [ 14 ] |
| West     | NSK Brave Bearies              | Konan, Shiga        | 1972      | 2022      | [ 15 ] |
| West     | SGH Galaxy Stars               | Kyoto, Kyoto        | 2005      | 2022      | [ 16 ] |
| West     | Shionogi Rainbow Stokes Hyogo  | Amagasaki, Hyogo    | 1949      | 2022      | [ 17 ] |
| West     | Iyo Bank Vertz                 | Matsuyama, Ehime    | 1985      | 2022      | [ 18 ] |
| West     | Takagi Kitakyushu Water Wave   | Kitakyushu, Fukuoka | 2017      | 2022      | [ 19 ] |